# レディ・イヴ (映画)

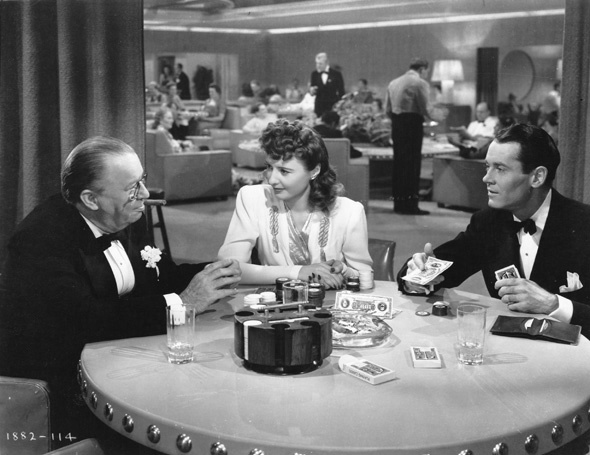
左からチャールズ・コバーン、バーバラ・スタンウィック、ヘンリー・フォンダ

『レディ・イヴ』（原題：The Lady Eve）は、1941年制作のアメリカ映画、スクリューボール・コメディ映画。脚本・監督はプレストン・スタージェス。主演はバーバラ・スタンウィック、ヘンリー・フォンダ。日本でのテレビ放送、およびビデオタイトルは『淑女になったイブ』。
1941年のニューヨーク・タイムズの年間映画ベスト10では、『市民ケーン』を押さえて第1位に選ばれた。1994年、アメリカ国立フィルム登録簿に登録された。

## あらすじ
ジーン・ハリントンは美しい詐欺師である。彼女は同じく詐欺師である父親、ハリントン「大佐」とその仲間のジェラルドとともに、パイクス・ペイル社（「イェール大学のために勝ったエール」がキャッチフレーズ）の資産の後継者である、金持ちで世間知らずのチャールズ・パイクを騙すために客船に乗っている。チャールズは女性に晩生のヘビの専門家で、1年間にわたるアマゾン川上流域での調査から同じ船で帰って来るところだ。船上の若い女性たちはチャールズの注意を引こうと競い合うが、チャールズはヘビに関する本を読むことに夢中だ。
ジーンは自分の前を通ったチャールズをつまずかせて転ばせると、彼はすぐに彼女に夢中になる。チャールズが船室に持ち込んで籠から逃げ出した本物のヘビに怯えてジーンが逃げ出した後、2人は彼女の船室で「お熱い」間柄になる。チャールズの世話係であるマグシーは、ジーンがチャールズから物を盗もうとしている詐欺師ではないかと疑うが、チャールズは彼の言うことに耳を貸さない。その後、チャールズを詐欺にかけようと目論んでいたにも拘わらず、ジーンはチャールズと恋に落ち、カードゲームでチャールズを嵌めようとする彼女の父親からチャールズを守る。マグシーは父娘の正体を掴み、船長から手に入れたジーンたちの手配写真をチャールズに見せたところ、チャールズはジーンから去る。
侮辱されたことに激怒したジーンは、コネティカット州の富裕層を詐欺にかけてきた別の詐欺師、アルフレッド・マグレナン・キースの姪である上品なレディ・イブ・シドウィッチになりすまし、チャールズに再度接近する。ジーンはイギリス英語を操りつつ、チャールズを容赦なく苦しめることにする。彼女の言葉を借りれば、「私には彼に関してやり残した仕事がある。斧が七面鳥を必要とするように、私には彼が必要なのだ」ということである。
チャールズは「レディ・イブ」に出会ったとき、彼女がジーンに似ていることに非常に驚き、何度もつまずいて転んでしまう。マグシーは「彼女はあの時の女性だ」と言い聞かせるが、チャールズはジーンがチャールズに近付いて来るなら、もっと徹底的に変装して来る筈ではないか考える。そして、アルフレッド卿が、レディ・イヴはジーンの生き別れた妹であると話すと、チャールズは納得する。チャールズによる求愛の後、2人はジーンの予定通りに結婚する。そして彼女の計画通り、新婚旅行先に向かう列車の中で、「イブ」は自分の過去を告白し始め、多くの昔のボーイフレンドや恋人の名前を次々と口にする。嫌気が差したチャールズは列車から飛び降りる。
ジーンの詐欺チームは巨額の和解金を要求して離婚を成立させるよう彼女に促すが、ジーンはチャールズの父親に対して、自分は和解金は要らないが、チャールズから直接、結婚生活が終わったということを聞きたい、と電話で言う。チャールズはそれを拒否する。その後、ジーンはチャールズの父親から、チャールズがまた客船での旅に出ることを知らされる。彼女は自分と父親のために乗船券を手配し、以前と同じ様に、前を通り過ぎるチャールズをつまずかせてチャールズに再会する。チャールズはジーンに再会して大喜びである。彼は彼女にキスして手を取り、彼女の船室に行き、そこでお互いへの愛を確認する。船室の扉が閉まると、チャールズは自分が結婚していることを告白する。ジーンは「私もなのよ、ダーリン」と答える。

## キャスト
- ジーン・ハリントン/レディ・イヴ：バーバラ・スタンウィック
- チャーリー・パイク：ヘンリー・フォンダ（吹替：前田昌明）
- マグジー：ウィリアム・デマレスト
- ハリントン“大佐”：チャールズ・コバーン
- ユージン・ポーレット
- ジャネット・ビーチャー
- エリック・ブロア
- ロバート・ワーウィック